# AMT AutoMag III
AMT AutoMag III là loại súng ngắn bán tự động được thiết kế bởi Harry Sanford cũng là người thiết kế mẫu AutoMag đầu tiên. Các bộ phận của loại súng này được làm từ thép không rỉ, sử dụng cơ chế nạp đạn bằng độ giật cùng hộp đạn rời 8 viên. Chúng sử dụng loại đạn .30 Carbine vốn được thiết kế và chế tạo từ thời chiến tranh thế giới thứ hai, đây là loại súng ngắn bán tự động đầu tiên sử dụng loại đạn này.